# محمد بن الفضل
محمد بن الفضل كان قائدًا عسكريًا أغلبيًا وكان أميرًا لصقلية من عام 882 إلى عام 885 ومرة أخرى في عام 892. حارب ضد الإمبراطورية البيزنطية. عُين حاكمًا للجزء الذي يسيطر عليه الأغالبة من صقلية بعد هزيمتهم في معركة قلعة أبي ثور.